# Burg Hilzingen
Der  Riedheimer Turm, ist der Überrest einer abgegangenen Burg im Flurbereich Turmgarten, 100 Meter südöstlich der Pfarrkirche St. Laurentius des Ortsteils Riedheim der Gemeinde Hilzingen im Landkreis Konstanz in Baden-Württemberg. Die Gemeinde Riedheim ist 1974 nach Hilzingen eingemeindet worden.
Die Burg war eine von mehreren nacheinander errichteten Adelssitzen im Ort und wurde im 13. oder 14. Jahrhundert erbaut, 1380 wurde erstmals ein „Turm“ erwähnt. Bei der Anlage handelte es sich vermutlich um eine Turmburg bzw. einen Wohnturm. Zerstört wurde der Adelssitz im Zuge des Städtekrieges, als im Jahr 1441 Truppen der Schwäbischen Städte Hilzingen angriffen und den dortigen Besitz von Hans von Rechberg sowie seinen Turm vernichteten. 1447 wurde dann nur noch eine „Hofraite an dem zerbrochenen Turm“ erwähnt.
Von der Kleinburg haben sich heute keine sichtbaren Reste erhalten, vermutlich wurde ein Teil des Burggeländes in den 1970er Jahren durch die Erweiterung der Schule überbaut.